# Шахунянц, Георгий Михайлович
Георгий Михайлович Шахунянц (18 июля 1904, Златоуст, Уфимская губерния — 19 июля 1980, Москва) — учёный в области путевого хозяйства, заслуженный деятель науки и техники РСФСР.

## Биография
Родился 18 июля 1904 года в городе Златоуст. Отец — Михаил Яковлевич Шахунянц, инженер по образованию, выпускник Санкт-Петербургского технологического института, в 1903 г. переехал сюда с семьей из Санкт-Петербурга, работал инспектором (директором) Златоустовского ремесленного училища, позже реформированного в среднее механико-техническое училище (вплоть до 1917 г. единственная профессионально-техническая школа среднего профиля на Южном Урале). С началом революции семья Шахунянц перебралась в Москву. Георгий в шестнадцать лет поступил в МГУ. Перевелся в Московский институт инженеров путей сообщения. За 3 года, сдав экстерном экзамены, он прошел весь курс обучения.
19-летний инженер начал работать на производстве, сначала техником на Московско-Белорусско-Балтийской железной дороге, затем помощником начальника службы пути и, наконец, старшим инженером дороги. В конце 1932 — возвращается на преподавательскую работу в МИИТ.
На кафедре «Железные дороги», он организовал занятия с артельными старостами, дорожными мастерами, начальниками дистанций. Несмотря на очевидные достижения в науке, он никогда не был кабинетным ученым. В ноябре 1935 ему была присвоена степень кандидата технических наук без защиты диссертации. Через два года он с успехом защитил докторскую диссертацию по теме «Технико-экономические расчеты в путевом хозяйстве».
Особой строкой в его биографии стало строительство БАМа. Огромная роль в проектировании магистрали, разработке технических рекомендаций по укладке пути в условиях вечной мерзлоты и высокой сейсмичности принадлежит Г. М. Шахунянцу.
Опубликовал 5 учебников и монографий, 12 трудов комитета по земельному полотну, 200 статей. Основные из них:
- Устройство пути и способы его лечения (1938, учебник в 2-х томах)
- Устройство железнодорожного пути (3-й том, 1944)
- Основные вопросы путевого хозяйства (1945)
- Земляное полотно железных дорог (1946)
- Путь и путевое хозяйство (1949, учебник)

## Достижения
- кандидат технических наук (1935)
- доктор технических наук (1937)
- профессор Московского института железнодорожного транспорта
- заслуженный деятель науки и техники РСФСР (1962)
- генерал-директор пути и строительства III ранга (в 1949 это персональное звание ему было присвоено Постановлением Совмина СССР за подписью Сталина)

## Награды
- орден Ленина
- орден Октябрьской Революции
- орден Отечественной войны 2-й степени (28.12.1946)
- орден «Знак Почета»
- медали
- знак «Почётный железнодорожник» (1962)

## Разное
- Главным итогом учебно-преподавательской и воспитательной деятельности Георгия Михайловича стало создание школы высококвалифицированных специалистов путевого хозяйства. Им подготовлено более 40 докторов и 60 кандидатов наук.
- Его именем названа одна из кафедр Московского института железнодорожного транспорта (МИИТ).